# (145480) 2005 TB190
(145480) 2005 TB190, appelé provisoirement 2005 TB190, est un objet transneptunien (OTN) ayant une magnitude absolue de 4,6 et une planète naine possible.

## Orbite
(145480) 2005 TB190 est classé comme objet détaché par le programme Deep Ecliptic Survey (DES), puisque son orbite se situe au-delà des interactions gravitationnelles significatives avec l'orbite actuelle de Neptune. Cependant, si Neptune avait migré vers l'extérieur, il y aurait eu une période où elle avait une excentricité plus élevée. L'aphélie de 2005 TB190 est située au-delà de 106 ua.
Des simulations d'orbite faites par Emel’yanenko et Kiseleva en 2007 ont montré que (145480) 2005 TB190 semble avoir moins de 1 % de chance d'être en résonance 4:1 avec Neptune.

## Propriétés physiques
En 2010, le flux thermique de 2005 TB190 dans l'infrarouge lointain a été mesuré par le télescope spatial Herschel. En conséquence, sa taille a été estimée comprise entre 335 et 410 km.
En lumière visible, 2005 TB190 a une pente spectrale modérément rouge.